# غونيت مونغا
غونيت مونغا كابور (Guneet Monga Kapoor) (من مواليد 21 نوفمبر 1983) هي منتجة أفلام هندية ومنتجة الفيلم الوثائقي القصير الفائز بجائزة الأوسكار لعام 2023 هامسو الأفيال (بالإنجليزية: The Elephant Whisperers)‏. وهي كذلك مؤسسة شركة سيخيا إنترتينمينت التي أنتجت أفلامًا بارزة مثل "عصابات واسيبور" وصندوق الغداء وماسان. في عام 2018، كانت من أوائل المنتجين الهنود الذين تم ضمهم إلى أكاديمية فنون وعلوم الصور المتحركة. فازت بجائزة أوسكار أخرى في عام 2019 عن فيلم نقطة. نهاية السطر.، ونالت وسام الفنون والآداب من الحكومة الفرنسية في عام 2021.